# 환단고기
《환단고기》(桓檀古記)는 대한민국의 종교인이자 유사역사가인 이유립이 1979년에 출간한 책이다. 고대부터 전해지던 역사서 4권을 계연수가 묶은 것이라 주장하고 있으나 대한민국과 조선민주주의인민공화국 역사학계에서는 위서(僞書)로 판단하여 고중세사의 사료로 취급하지 않는다. 계연수가 1911년에 《삼성기 상(上)》, 《삼성기 하(下)》, 《단군세기》, 《북부여기》, 《태백일사》의 5가지 책을 엮고 해제를 달아 제자인 이유립에게 주며 60년 뒤에 공개하라고 지시했고 이후 이유립이 1979년에 출간했다.

## 구성
- 목차
- 범례(凡例)
- 삼성기(三聖紀) 상 - 안함로(安含老) 지음.
- 삼성기(三聖紀) 하 - 원동중(元董仲) - 신시역대기 포함.
- 단군세기(檀君世紀) - 이암(李嵒) 지음.
  - 단군세기서(檀君世紀序)
  - 단군세기
- 북부여기(北夫餘紀) - 복애거사 범장(伏崖居士 范樟) 지음.
  - 북부여기(北夫餘紀) 상
  - 북부여기(北夫餘紀) 하
  - 가섭원부여기(迦葉原夫餘紀)
- 태백일사(太白逸史) - 일십당(一十堂) 이맥(李陌) 지음.
  - 태백일사목록(太白逸史目錄)
  - 삼신오제본기(三神五帝本紀)
  - 환국본기(桓國本紀)
  - 신시본기(神市本紀)
  - 삼한관경본기(三韓管境本紀)
    - 삼한관경본기제사(三韓管境本紀)
    - 마한세가(馬韓世家) 상
    - 마한세가(馬韓世家) 하
    - 번한세가(番韓世家) 상
    - 번한세가(番韓世家) 하

  - 소도경전본훈(蘇塗經典本訓) - 천부경, 삼일신고 포함.
  - 고구려국본기(高句麗國本紀)
  - 대진국본기(大震國本紀)
  - 고려국본기(高麗國本紀)
  - 태백일사발(太白逸史跋)
- 환단고기발(桓壇古記跋)

## 《환단고기》에서 언급된 문헌
《환단고기》에서 언급된 문헌은 다음과 같다.
- 확인되는 문헌 - 《사기》, 《운급칠첨》 〈헌원본기〉, 《관자》, 《한서》
- 확인되지 않는 문헌 -《대변설(大辨設)》, 《삼성밀기(三聖密記)》, 《삼한비기(三韓秘記)》, 《조대기(朝代記)》, 《진역유기(震域遺記)》, 《표훈천사(表訓天祠)》
- 《삼성기》 : 환웅이라 불리는 왕이 다스린 1565년 동안의 신시배달국과 그 전신이라 하는 3,301년간의 환국의 역사를 다루고 있다.
- 《단군세기》 : 47대의 단군이 2천여 년간 다스린 고조선의 역사를 다루고 있다.
- 《북부여기》 : 북부여에 6명의 왕이 있었으며 이것이 고구려의 전신이라는 내용을 골자로 하고 있다.
- 《태백일사》 : 환국, 배달국, 삼한, 고구려, 발해, 고려의 역사를 다루고 있다.

## 출간 경위 및 경과
《환단고기》를 전수받았다 주장하는 이유립이 밝히는 출간 경위는 아래와 같으나, 역사학계에서는 위서이므로 이러한 출간 경위 자체가 허위라고 판단하고 있다.
- 《환단고기》〈범례〉에는 광무 15년(1911년으로 추정. 실제 광무 연호는 10년(1907년)까지만 사용) 계연수가 전해지는 사서를 묶어 《환단고기》라는 책명으로 간행하였다고 적혀 있으며, 《환단고기》〈발(跋)〉에는 1949년에 이유립의 문인인 오형기가 이유립의 부탁을 받아 《환단고기》를 정서(正書)한 것으로 되어 있다. 1911년 간행시 30부를 발행한 것으로 되어 있으나, 출간 사실 및 판본은 확인되지 않는다.
- 1920년 이전, 이유립이 《환단고기》의 원본을 계연수(~ 1920년)로부터 건네받았고, 1975년에 보관해 오던 원본이 모든 관련 자료와 함께 유실되었다가 이유립이 기억을 되살려 복원했다고 전해지지만, 사실 여부는 확인되지 않는다.[5]
- 1979년 11월에 필사·영인한 한문본(100부 한정)이 광오이해사라는 출판사를 통해 출간되었고, 이유립은 박창암을 통하여 일본의 변호사 출신 재야학자 가지마 노보루(鹿島曻)와 접촉하여 직접 원본을 전달하였다.[6][7]
- 1982년 일본어 번역본이 출간되어 화제가 되었다. 가지마 노보루는 이 책에 붙여진 상세한 해제를 통해 고대 한반도에 ‘우가야 왕조’가 있었다고 주장하였다.
- 1983년 이유립은 배달의숙이라는 출판사를 통해 《환단고기》를 다시 영인·출간하였다. 이때 이유립은 1979년에 출간된 《환단고기》를 "조병윤이 허락을 받지 않고 임의로 출판한 것"이라고 주장[8] 하며 자신이 일부 오자를 교정하여 새롭게 출판하였다고 말하였다.[9] 그러나 이때 출판된 배달의숙본 《환단고기》는 출간 연도를 1979년으로 쓰고 있다.
- 1985년 일반인을 대상으로 한 첫 한글 번역본[10] 이 국내에 출간되었고, 이듬해 6월에는 4개 출판사에서 출간, 베스트셀러권에 올랐다.[1]

## 주요 내용
《환단고기》는 고조선 이전에 환국과 배달국이 존재하였다고 기술하고 있다. 두 나라는 환인과 환웅이 통치하였으며, 각각 7대와 18대를 전하였다고 한다.

### 환국

#### 건국
《환단고기》에 따르면 환인은 사백력의 하늘에서 홀로 변화하여 신이 되고 이 환인과 함께 하늘로부터 어린 남녀 800명이 천해의 동쪽 땅인 흑수(黑水)와 백산(白山)의 땅에 내려와 건국하였다고 한다. 사백력을 시베리아로, 천해는 바이칼호라고 주장하기도 한다.

#### 12연방
《환단고기》에 따르면 환국은 12개의 나라로 구성된 유목문화를 바탕으로 한 연방국가이며 각각의 비리국(卑離國), 양운국(養雲國), 구막한국(寇莫汗國), 구다천국(句茶川國), 일군국(一群國), 우루국(虞婁國) 또는 필나국(畢那國), 객현한국(客賢汗國), 구모액국(句牟額國), 매구여국(賣句餘國) 또는 직구다국(稷臼多國), 사납아국(斯納阿國), 선비국(鮮裨國)이다. 그 영토가 매우 넓어 남북이 5만 리요, 동서가 2만여 리였다고 기록되어 있다.

#### 역대 환인
《환단고기》에 따르면 환국의 존속기간은 3,301년, 혹은 63,182년 동안 왕이 7대라고 한다. 《환단고기》에 기록된 환인은 다음과 같다.
- 1대 환인: 안파견(安巴堅) 환인
- 2대 환인: 혁서(赫胥) 환인
- 3대 환인: 고시리(古是利) 환인
- 4대 환인: 주우양(朱于襄) 환인
- 5대 환인: 석제임(釋提壬) 환인
- 6대 환인: 구을리(邱乙利) 환인
- 7대 환인: 지위리(智爲利) 환인 또는 단인(檀仁)[12]

### 신시배달국
《삼성기》의 〈신시역대기〉와 《태백일사》〈신시본기〉에서는 신시배달국에 대해 기술하고 있는데, 단군이 세운 고조선 이전의 만주와 한반도를 중심으로 자리잡았던 한민족의 고대 국가라고 한다. 환웅이 다스린 국가로 18대 1565년의 역년이며, 중국 신화에 등장하는 치우 또한 배달국의 한 임금으로 기록되어 있다.
1. (기원전 3898년): 거발한(居發桓)환웅, 재위 94년, 120세
2. (기원전 3804년): 거불리(居佛理)환웅, 재위 86년, 102세
3. (기원전 3718년): 우야고(右耶古)환웅, 재위 99년, 135세
4. (기원전 3619년): 모사라(慕士羅)환웅, 재위 107년, 129세
5. (기원전 3512년): 태우의(太虞儀)환웅, 재위 93년, 115세
6. (기원전 3419년): 다의발(多儀發)환웅, 재위 98년, 110세
7. (기원전 3321년): 거련(居連)환웅, 재위 81년, 140세
8. (기원전 3240년): 안부련(安夫連)환웅, 재위 73년, 94세
9. (기원전 3167년): 양운(養雲)환웅, 재위 93년, 139세
10. (기원전 3071년): 갈고(葛古)환웅 또는 독로한환웅 재위 100년, 125세
11. (기원전 2971년): 거야발(居耶發)환웅, 재위 92년, 149세
12. (기원전 2897년): 주무신(州武愼)환웅, 재위 105년, 123세
13. (기원전 2774년): 사와라(斯瓦羅)환웅, 재위 67년, 100세
14. (기원전 2707년): 자오지(慈烏支)환웅, 치우천왕이라고도 하며, 청구국으로 도읍을 옮겨서 재위 109년, 151세
15. (기원전 2598년): 치액특(蚩額特)환웅, 재위 89년, 118세
16. (기원전 2509년): 축다리(祝多利)환웅, 재위 56년, 99세
17. (기원전 2453년): 혁다세(赫多世)환웅, 재위 72년, 97세
18. (기원전 2381년): 거불단(居弗壇)환웅 혹은 단웅(壇雄), 재위 48년, 82세

제5대 환웅인 태우의 환웅의 열두 아들 중 막내가 태호 복희이며, 그의 후손이 현재의 산시성(山西省, 산서성)에 살았다고 한다.
환단고기에서는 태호 복희씨가 팔괘의 시초임을 밝히고 있다.

### (단군)조선
《환단고기》〈단군세기〉는 단군의 치세에 대해 자세히 기록하고 있으며, 그 역년은 다음과 같다.
1. 왕검(王儉)단군: 재위 93년
2. 부루(扶婁)단군: 재위 58년
3. 가륵(嘉勒)단군: 재위 45년
4. 오사구(烏斯丘)단군: 재위 38년
5. 구을(丘乙)단군: 재위 16년
6. 달문(達文)단군: 재위 36년
7. 한율(翰栗)단군: 재위 54년
8. 우서한(于西翰) 혹은 오사함(烏舍咸)단군: 재위 8년
9. 아술(阿述)단군: 재위 35년
10. 노을(魯乙)단군: 재위 59년
11. 도해(道奚)단군: 재위 57년
12. 아한(阿漢)단군: 재위 52년
13. 흘달(屹達) 혹은 대음달(代音達)단군: 재위 61년
14. 고불(古弗)단군: 재위 60년
15. 대음(代音) 혹은 후흘달(後屹達)단군: 재위 51년
16. 위나(尉那)단군: 재위 58년
17. 여을(余乙)단군: 재위 68년
18. 동엄(冬奄)단군: 재위 49년
19. 구모소(緱牟蘇)단군: 재위 55년
20. 고홀(固忽)단군: 재위 43년
21. 소태(蘇台)단군: 재위 52년
22. 색불루(索弗婁)단군: 재위 48년
23. 아홀(阿忽)단군: 재위 76년
24. 연나(延那)단군: 재위 11년
25. 솔나(率那)단군: 재위 88년
26. 추로(鄒盧)단군: 재위 65년
27. 두밀(豆密)단군: 재위 26년
28. 해모(奚牟)단군: 재위 28년
29. 마휴(摩休)단군: 재위 34년
30. 나휴(奈休)단군: 재위 35년
31. 등올(登兀)단군: 재위 25년
32. 추밀(鄒密)단군: 재위 30년
33. 감물(甘勿)단군: 재위 24년
34. 오루문(奧婁門)단군: 재위 23년
35. 사벌(沙伐)단군: 재위 68년
36. 매륵(買勒)단군: 재위 58년
37. 마물(麻勿)단군: 재위 56년
38. 다물(多勿)단군: 재위 45년
39. 두홀(豆忽)단군: 재위 36년
40. 달음(達音)단군: 재위 18년
41. 음차(音次)단군: 재위 20년
42. 을우지(乙于支)단군: 재위 10년
43. 물리(勿理)단군: 재위 36년
44. 구물(丘勿)단군: 재위 29년
45. 여루(余婁)단군: 재위 55년
46. 보을(普乙)단군: 재위 46년
47. 고열가(古列加)단군: 재위 58년

- 치세 기간은 기원전 2333년 ~ 기원전 238년으로, 47대 2096년간 지속되었다고 한다.

### 북부여
- 해모수

해모수(解慕漱)는 고리국 사람으로, 고열가 단군의 지배하에 23세의 나이로 군대를 일으켰고, 8년째에 단군이 되었다.
고조선의 고열가 황제는 장수들이 더 이상 명령을 따르지 않게 되자 권력을 버리고 제국을 다섯 명의 중앙 귀족, 오가의 손에 넘겼다. 해모수는 23세에 장군이 되었다. 해모수와 그의 군대는 백악산을 습격하여 차지하고 천왕랑이라는 칭호를 사용하였다. 단군 해모수는 기원전 195년에 죽었으며, 태자 모수리가 왕위를 이어받아 북부여의 2번째 통치자가 되었다.
- 모수리

모수리(慕漱離, 기원전 195년경 ~ 기원전 170년)는 북부여의 두 번째 단군이다. 고진의 형이기도 하다. 기원전 170년, 모수리 단군은 죽고 태자 고해사가 계승하였다.
- 고해사

고해사(高奚斯, 기원전 170년 ~ 기원전 121년)는 북부여의 세 번째 단군으로, 고우루와 동부여의 창건자 해부루의 아버지이다. 기원전 121년 고해사 단군이 죽자 태자 고우루가 북부여의 네 번째 단군이 되었다.
- 고우루

고우루(高於婁, 기원전 121년 ~ 기원전 86년)는 북부여의 네 번째 단군으로, 동부여의 창건자 해부루의 형이다.
기원전 86년 고우루는 상속자가 없이 죽고 그의 동생에 의해 계승되었다. 그는 군대와 고리국왕 고진을 보내어 위만 조선(기원전 195년경 ~ 기원전 108년)의 경계를 방비하였다. 한무제(재위 기원전 141년 ~ 기원전 87년)의 공격으로 위만 조선이 해체되었고, 북부여는 4군을 두려는 한나라의 병력을 공격하였다.
- 고두막

고두막(高豆莫, 기원전 108년 ~ 기원전 60년)은 동명의 창건자이며 북부여의 5번째 단군으로, 고열가 단군의 후손이라고도 한다. 그는 기원전 86년 해부루 단군을 몰아내고 북부여에서 권력을 잡았다.
기원전 108년 고두막은 졸본에서 동명을 창건하고 스스로 동명이라 하였다. 동명왕은 군대를 모아 한나라 군대를 공격하였다. 기원전 86년에 19회의 전투 후에 한나라군을 몰아내고 방비하였다.
기원전 87년 북부여의 단군 고우루는 동명왕으로부터 다른 곳으로 옮겨갈 것을 전언을 받고 근심하다 병들어 사망하였다. 고우루의 사후 그의 동생 해부루가 왕좌에 올랐으며, 기원전 86년에는 가섭원으로 옮겨 동부여를 세웠다. 그때 동명왕은 북부여의 5번째 단군이 되었다. 동명왕은 고무서를 북부여의 태자로 삼았다.
- 고무서

고무서(高無胥, 기원전 60년 ~ 기원전 58년)는 북부여의 6번째 단군이다.
고무서는 기원전 59년 고두막의 사후 왕좌에 올랐다. 기원전 58년 그의 치세 2년에 해모수의 직계 후손 고주몽이 졸본부여로 왔다. 고무서는 고주몽이 범상치 않은 인물임을 알아보고 그의 딸과 결혼시켰다. 고주몽은 그의 자리를 이어 북부여의 7번째 단군이 되었다.
- 해부루 (가섭원 부여기)

해부루(解夫婁)는 북부여 네 번째 단군 고우루의 동생이었다. 기원전 86년 고우루가 죽자 고열가의 후손 고두막이 왕좌를 차지하고 해부루를 동쪽으로 밀어냈다. 해부루는 동해 근처의 가섭원으로 이동하였고 동부여를 창건하였다.

### 〈태백일사〉의 내용

#### 〈삼신오제본기〉
오래전부터 이어져 온 한국 고유의 신앙과 구환(九桓)의 풍속, 풍습을 서술하고 있다.

#### 〈삼한관경본기〉
마한과 변한의 역사를 적고 있다. 역대 마한, 변한의 군주가 나타난다.

#### 〈소도경전본훈〉
단군 시대의 신교(神敎)를 설명하고 있다. 《삼일신고》와 인류 최초의 경전인 《천부경》이 있었다고 서술하고 있다.

#### 〈고구려국본기〉
일부 전해지지 않는 여러 서적의 인용문을 통하여 고구려의 역사를 서술하였다.

##### 고진 왕
고진(高辰)은 북부여의 창건자 해모수의 둘째 아들이다. 고진은 고리국의 왕이며, 고구려의 창건자 고주몽의 증조 할아버지이다.
고진은 북부여의 장군으로 북부여의 4세 고우루 단군 아래에서 그는 고리국의 지배자가 되었다. 그곳은 압록강 서안에 위치하였다. 그는 고령에 고리국을 다스리며 우거를 막아 위만조선을 공격하였고, 이는 그의 아들과 손자에 의해 계승되었다.
고진의 증손 고주몽은 북부여의 7번째 단군이 되었다. 고주몽은 고구려를 창건하였다.

##### 고주몽
고주몽의 생부는 고모수(高慕漱) 또는 불리지(弗離支)라고 한다. 불리지는 고진 왕의 손자였는데, 고진은 해모수의 둘째 아들이다.
옥저후인 고모수는 하백의 딸 유화와 만나 결혼하였고, 불리지가 죽자 고주몽은 웅심산(熊心山)에서 자랐으나 미움을 받아 탈출하였다. 경계를 넘어서 그는 북부여로 들어 갔다. 고주몽은 북부여의 6번째 단군 고무서의 사위가 되었고, 고무서가 죽자 북부여의 7번째 단군이 되었다.

#### 〈대진국본기〉
대진국(발해)의 역사와 함께 역대 황제(왕)의 묘호와 시호, 연호를 다음과 같이 서술하고 있다.
1. 대중상: 세조(世祖) 진국열황제(振國烈皇帝), 연호 중광(重光)
2. 고왕: 태조(太祖) 성무고황제(聖武高皇帝), 연호 천통(天統)
3. 무왕: 광종(光宗) 무황제(武皇帝), 연호 인안(仁安)
4. 문왕: 세종(世宗) 광성문황제(光聖文皇帝), 연호 대흥(大興)
5. 대원의: 폐위되어 묘호와 시호 없음. 재위 당시 사용한 연호는 기록 없음
6. 성왕: 인종(仁宗) 성황제(成皇帝), 연호 중흥(中興), 휘 화흥(華興)
7. 강왕: 목종(穆宗) 강황제(康皇帝), 연호 정력(正曆)
8. 정왕: 의종(毅宗) 정황제(定皇帝), 연호 영덕(永德)
9. 희왕: 강종(康宗) 희황제(僖皇帝), 연호 주작(朱雀)
10. 간왕: 철종(哲宗) 간황제(簡皇帝), 연호 태시(太始)
11. 선왕: 성종(聖宗) 선황제(宣皇帝), 연호 건흥(建興)
12. 대이진: 장종(莊宗) 화황제(和皇帝), 연호 함화(咸和)
13. 대건황: 순종(順宗) 안황제(安皇帝), 연호 대정(大定)
14. 대현석: 명종(明宗) 경황제(景皇帝), 연호 천복(天福)
15. 대인선: 묘호 없음. 애제(哀帝), 연호 청태(淸泰)

대위해는 《환단고기》에서 황제로 기록하지 않았고 당시에 사용된 연호도 기록하지 않았다. 이는 《환단고기》가 처음 쓰여진 1911년 당시 대위해는 발해의 국왕으로 인정되지 않았고 1940년에야 발해의 국왕으로 인정되었던 사실을 반영하고 있는 것 같기도하다.
〈대진국본기〉에서는 대진국이라는 명칭만 사용되며 발해로 국호를 바꾸었다는 이야기는 없다. 이에 대해 《환단고기》를 주해한 임승국(林承國) 교수는 발해라는 이름은 외부에서 부르는 이름이었지 발해인 스스로가 부른 국호는 대진국일 것으로 추정하였다.

#### 〈고려국본기〉
고려의 역사를 서술하고 있다.

## 평가 및 논란

### 사학계의 의견
《환단고기》는 대한민국의 고대사학계에서 위서라는 의견이 지배적이다. 범례에는 1911년에 완성된 것으로 되어 있으나 1979년이 되어서야 등장한 이유가 불명확하고, 원본이 제시되지 않으며, 후대에 등장한 용어나 학설이 반영되어 있고, 기존의 역사와도 어긋나며, 내용이 모순된다는 이유로 후대의 위작으로 여기는 것이다. 대한민국 학계의 입장은 다음과 같이 정리할 수 있다.

#### 대한민국
《단기고사》와 함께 후대의 위작이라는 주장에 대부분의 한국고대사학자들이 동의하고 있으며 단지 저술시기에 대해서 1920년대 초반, 1949년, 1979년 부근이라는 등의 이견이 있을 뿐이다. 광대한 환국과 배달국, 고조선의 기록 등은 근거가 없고 과장된 역사로 판단하며, 사료로서의 가치가 없다고 보고 있다. 또한 《환단고기》의 내용에서 친일적 요소가 존재한다고 지적되기도 한다.

#### 일본
주류 학계는 시대와 맞지 않는 용어의 등장, 인용 문헌이 불명확하다는 등의 이유로 고대 역사를 주장하기 위한 위서로 간주한다. 또한 《고사고전》(古史古伝)등과 비슷하다는 지적이 있다.

### 진위 논란
《환단고기》가 진서라는 주장이나 위서라는 주장이 병존하고 있다. 직접적으로 대립하는 주장을 먼저 정리하면 아래 표와 같다. 이하 내용은 고준환의 《신명나는 한국사》의 진서론과 문영의 《만들어진 한국사》의 반론을 정리한 것이다.
| 진서론 | 위서론(반론) |
| --- | --- |
| 발해 3대 문왕의 연호 대흥(大興)이 《환단고기》에 기록되어 있는데 이것이 정효공주 묘지문에서 확인되었다. | 해당 연호는 《신당서》에 이미 기록되어 있는 사실이며 발해와 관련된 대표적인 저작인 《발해고》에도 이미 실려 있는 사실이므로 《환단고기》가 최초가 아니다. |
| 고구려 유민 이정기가 중국 본토에서 세운 대제(大齊)에 대한 기록이 《환단고기》에 처음 기록되었다. | 《신당서》에 이정기 및 그의 후손에 대한 열전이 존재한다.                                                                                                  |
| 장수왕의 연호 건흥(建興)이 《환단고기》에 기록되어 있는데, 이것이 1915년 출토된 고구려 불상에서 확인되었다. | 《환단고기》의 실제 공개 연대는 1970년대이므로 1915년의 발굴 내용이 적혀 있다는 것이 진서라는 증거가 되지 못한다.                                         |
| 연개소문의 조부와 증조부의 이름이 《환단고기》에 기록되어 있는데, 이것이 1923년 출토된 천남생 묘지명에서 확인되었다. | 《환단고기》의 실제 공개 연대는 1970년대이므로 1923년의 발굴 내용이 적혀 있다는 것이 진서라는 증거가 되지 못한다.                                         |
| 상나라의 왕 무정(武丁)이 귀방(鬼方)을 공격했다는 기록이 《환단고기》에 기록되어 있는데, 이것이 갑골문을 통해 확인되었다. | 무정의 귀방 공격 기록은 《주역》에 이미 기록되어 있는 것이다.                                                                                             |
| 《환단고기》에는 단군이 북경 일대를 다스린 단군조선의 천자(天子)였다고 기록하고 있다. 하북성 중산묘에서 발굴된 청동기에 ‘천자건방중산후’라는 명문이 있어 이를 증명해준다. 중국이 최초로 천자라는 호칭을 사용한 것은 기원전 221년 진시황 때이다. | 진시황이 최초로 사용한 것은 황제라는 호칭이며, 천자라는 호칭은 주나라 이전부터 이미 사용되고 있었다.                                                      |

#### 진서론
- 근대 용어 등 후세에 일부 가필되었더라도 내용 전부가 위작된 것은 아니며, 특정한 목적을 가지고 조작했다면 보다 완벽해야 할 것이지만 그렇지 않으므로 의도적인 조작은 아니라는 의견[15]이다.
- 고등과학원 박창범 교수는 《단기고사》(檀紀古事)와 《단군세기》(檀君世紀)의 '오성취루'의 천문현상 기록을 현대 천문학으로 검증한 결과 기록보다 1년 전인 기원전 1734년에 기록과 비슷한 현상을 발견했다. '오성취루'의 천문기록은 당시의 국가라는 틀 안에서 측정했다는 것을 의미하며 후대에 누군가가 이 현상을 작위적으로 기술했을 경우 정답이 될 확률은 0.007퍼센트로 가필되었을 가능성은 거의 희박하다는 것이고 《단기고사》와 《단군세기》의 신빙성도 함께 증명되었다는 의견[16][17]이다. 전 한국천문연구원장 박석재도 비슷한 주장을 하였다.[18]

#### 위서론
《환단고기》가 후대에 위조된 기록이며, 사서로서의 가치가 떨어진다고 주장하는 대표적인 견해는 다음과 같다.
- 계연수라는 사람이 실존 인물인지 확실치 않다. 또한 공개 날짜에 대한 약속(100년뒤 공개한다)과 실제 날짜에 대해서도 모순이 존재한다.
- 환단고기에서 환국은 동서 2만리 남북 5만리라고 한다. 하지만 저것을 현재의 단위로 계산하면 환국은 북극에서 남극까지 다스린다는 결론이 나오는데, 이는 불가능하다. 만약 필사가 잘못되어 동서 5만리 남북 2만리가 진실이라고 하더라도 유라시아 대륙 전체를 지배했다는 역시 불가능한 결과가 나온다. 또한 환단고기 상에서 해당 기록이 서술된 시대는 이런 단위가 존재할 수 없으며 측정 기술이 존재할 가능성도 극히 낮은 기원전 7197년이다.
- 환인 하나당 비정상적인 수명을 가진다. 환인 7명에 3301년 또는 63182년동안 존속했다고 기록되어 있는데, 이에 따르면 환인 1명 평균 472년 또는 9026년이라는 인간으로서 불가능한 수명이 나온다.
- 환단고기에 따르면 영토를 끊임없이 점령해가지만 점점 영토가 줄어든다. 대표적으로 회/대 지방을 보면 갈고 환웅이 귀속시킨 이 지역은 배달국 초기 영토에도 포함되어 있지만 아무 언급 없이 치우가 재정복한다. 이후 단군 시대에서도 단군 왕검이 재정복하고, 이후 단군이 된 색불루가 다시 이 지방을 은나라에게서 뺏는다. 그리고 결국 춘추전국 시대가 도래하면서 더 이상의 언급이 없다. 그러나 환단고기에는 이런 지방을 잃었다는 기록이 존재하지 않는다.
- 현전하는 여러 역사서 및 위서를 베껴 쓴 흔적이 많이 존재한다.[19]
  - 《규원사화》 및 《단기고사》와 문장구조까지 일치하는 문장이 많이 발견된다.
  - 《규원사화》 및 《단기고사》에 등장하는 잘못된 인용이 같은 형태로 나타난다.
  - 신채호가 주장한 연개소문 사망 연도를 그대로 따르고 있다. 그러나 해당 연도는 잘못된 연도이다.
- 용어 사용이 적절하지 않다.
  - 사백력(시베리아), 파나류산(파미르고원), 수밀이(수메르), 우루, 지백특(티베트), 남녀평권, 부권, 상춘, 세계만방(世界萬邦), 산업, 문화 등 근대 이후에 등장한 용어가 사용되었다.
  - 고려(高麗), 몽고(蒙古), 흑수(흑룡강), 영고탑, 산동(山東) 등 실제 사용 시기가 상이한 용어가 사용되었다. 각 명칭의 실제 사용 시기는 다음과 같다.
    - 몽고(蒙古): 징기스칸이 등장할 무렵에 등장한다.
    - 영고탑: 청나라 시조 설화와 관련지어 청대 이후에 등장한 용어이다.
    - 산동(山東): 중국 사서 《한서(漢書)》를 인용하면서 실제 사서에 없는 산동(山東)이라는 말을 가필하였는데, 실제 산동이라는 용어가 해당 지역을 가리키게 된 것은 명나라 때 이후이다.
- 저술 연대
  - 1911년 출간본은 존재하지 않으며, 출간 연도인 1979년보다 전에 《환단고기》 또는 그 저본이 되는 5권의 저서가 존재했다는 근거가 없으며, 이유립 본인이 《환단고기》를 고쳐가며 창작하였던 흔적이 발견된다.
  - 1911년에 편집된 책이 1979년에 출간되기까지 60년이 넘게 소요된 설득력 있는 이유를 제시하지 못한다.
- 기존 사서와 부합하지 않는다.
- 후대의 글을 인용하는 등 내용상의 모순이 있다.
  - 1909년에 사망한 이기가 1911년에 완성된 《환단고기》를 감수하였다고 설명되었다.
  - 신채호가 《사기집해》의 주석을 잘못 해석하고 주장했던 것으로 추정되는 "전삼한, 후삼한설"이 반영되어 있다.[20]
  - 이화사의 《언행록》에 수록된 시가 《단기고사》와 《환단고기》에 인용되었다.
  - 《환단고기》의 내용에 따르면 남북국 시대 신라의 사람이 저술했다는 《삼성기》에 18세기 청나라 시기에 저술된 책이 인용되어 있다.
- 《환단고기》와 《단기고사》에 설명된 수메르(수밀이)와 티베트(지백특)까지 진출한 거대한 제국으로서의 고조선의 유적(거주지나 무덤)이 전혀 없다.
- 환국과 배달국이 존재했다는 시기의 동아시아는 신석기 시대로 국가가 존재할 수 없으며, 일반적으로 문명이 등장하는 시기도 그 이후이다. 또한 이들의 국가 체제도 군현제라고 주장하지만 시대와 땅덩어리를 생각해 볼 때, 군현제는 사실상 불가능한 통치 체제이다.
- 《환단고기》는 발해의 왕계보를 14대로 기록하고 있으며 13대 대현석과 14대 대인선의 시호를 각기 경제와 애제로 기록하고 있다. 그러나 20세기 중엽 김육불에 의해 발해의 14대 왕인 대위해가 발견되면서 발해의 군주는 모두 15명임이 확인되었으며, 대현석 및 대인선의 시호 역시 당시 신라의 왕 경애왕을 오독하여 나타난 것임이 밝혀졌다.[21] 이는 《환단고기》가 발해의 왕에 대한 정확한 옛 기록을 참고하지 않았다는 증거가 된다.
- 《환단고기》의 천문 기록을 통한 증명에 대한 반론도 제기되었다. 전용훈 박사는 오성취합이 5세기 경 중국의 천문 서적에서 계산 방법이 밝혀진 것임을 지적하며 후대에 하나라가 상나라로 교체되는 정당성을 강조하기 위해 계산하여 기록한 것을 《환단고기》에서 사용한 것임을 지적하였다.[22] 실제로 《죽서기년》에는 하나라의 마지막 왕 걸왕 때의 오성착행(五星錯行)이 기록되어 있으며 그 시기도 《환단고기》와 근사하다.

#### 중도론
《환단고기》가 복원되는 과정에서 상당 부분 가필되었음은 인정하지만 현존하지 않는 모본(母本)이 있을 수 있고, 그 내용에 포함된 《천부경》·《삼일신고》·《참전계경》은 대한제국이나 일제강점기 초에 있었던 것으로 미루어볼 때, 《환단고기》에는 전래되는 선가 계통의 흐름이 표출되었으리라는 의견이다.
이러한 견해는 변용된 정도를 잘 알 수 없으므로 역사 연구에 활용하는 것은 위험하다는 주장 과, 직접적인 인용은 피하면서 대체적인 흐름만은 참조할 수 있다는 주장 이 있다. 다만 후자에서 천문학을 동원해 역사해석에서 나타나는 문제에 대한 비판과 반박 도 있다.

### 조작설
《환단고기》는 출간 경위 자체에 모순이 많다. 이러한 모순을 추적하여 《환단고기》 자체가 이유립에 의해 조작된 창작물임을 주장하기도 한다.
- 저자인 계연수는 과연 실존인물인지도 의심되고 있으며, 《환단고기》의 전래 내력에서 전하는 행적과 단군교에서 전하는 행적이 완전히 모순된다. 1917년에 단군교에 의해서 공개된 〈천부경〉의 전래 내력에 따르면 계연수는 1916년 이전까지 〈천부경〉의 존재를 알지 못했다고 한다.[27] 그런데 계연수가 1911년에 썼다는 《환단고기》에는 〈천부경〉이 실려 있어 1920년대 계연수의 행적과 전혀 다르다.
- 《환단고기》에 수록된 오형기의 발문에 따르면 《환단고기》는 1949년에 강화도의 대시전에서 정서되었다고 하나, 실제 강화도의 대시전은 이유립이 교주로 있는 소수종교인 태백교의 교당으로 건립된 연도가 1969년이다.[28] 즉, 아직 건립되지도 않은 건물에서 정서하였다는 것이다.[29]
- 이유립은 1970년대 초반부터 《환단고기》의 일부 편목이나 구절을 자신의 저서 《참된 조국의 상:세계문명동원론》이나 정훈잡지 《자유》에 공개하고 있다.[30] 이렇게 공개된 부분은 1979년에 공개된 《환단고기》 및 1983년에 다시 출간한 《환단고기》와 다른 부분이 많으며, 시간이 지나면서 오류를 바로잡거나 교열하여 나가는 모습을 확인할 수 있다.
- 《환단고기》의 내용 가운데 상당부분은 《단기고사》 및 《규원사화》와 문장 구조까지 완벽하게 일치한다. 일치하는 부분을 분석해 보면 《환단고기》가 다른 두 책을 결합하여 베껴 썼다는 결론을 내릴 수 있다.[31] 이와 같은 근거를 토대로 이유립이 《환단고기》를 1970년대부터 창작 및 조작하여 1979년에 완성하였다고 보기도 한다. 즉, 《환단고기》는 이유립이 고대 역사서를 위장하여 만든 창작물이라는 것이다.[32]

### 민족주의 성격에 대한 의문
《환단고기》가 민족주의 역사책이라는 관점에 의문을 제기하기도 한다. 민족주의, 특히 피식민지 상태의 민족에게서 두드러진다고 평가되는 저항적 민족주의의 특징은 다른 민족과 구분되는 배타적인 민족 구성을 중요시한다는 점이다. 그러나 《환단고기》는 이러한 배타성보다는 범투란주의 혹은 일본 제국이나 나치 독일 등에서 유행한 확장적 민족주의의 모습을 보인다. 특히 일본의 대동아공영권과 유사한 점을 보인다.

### 동북공정
중국은 동북공정을 통해 《환단고기》를 이용하여 대한민국의 역사학계를 비난하기도 하였다. 동북공정을 주도한 학자 가운데 하나인 유자민은 대한민국 역사학계의 고조선에 대한 주장이 비학술적이라 비판하였는데, 그 논거로 《환단고기》를 들고 있다. 실제 대한민국의 역사학계에서는 《환단고기》를 위서로 판단하여 사료로서 사용하고 있지 않은데도 불구하고, 유자민은 《환단고기》에 입각한 비주류의 견해만을 인용하고 있다. 이러한 왜곡을 통해 국제적으로 대한민국 역사학계의 신뢰성을 낮추려는 의도를 의심할 수 있다. 이러한 사실을 토대로 일부에서 동북공정에 맞설 수 있는 기록이라 주장하기도 하는 《환단고기》가 오히려 동북공정에 도움을 주고 있는 아이러니가 지적되기도 한다.

## 그 외
- 환단고기(桓檀古記)의 '桓'을 '한'으로 읽어야 한다는 주장이 있다.[11] 그러나 국립국어원에 따르면 이 주장은 아직 근거가 미흡하다는 결론이다.[37] 전근대 중국의 운서(韻書)들을 살펴보면 당운이나 광운에서는 桓에 대해 "호관절(胡官切)으로 소리는 환(丸)이다"라 명시하고 있으며, 당운보다 앞서 남북조시대에 편찬된 옥편에서도 역시 "호돤절(胡端切)"이라고 되어 있다. 端을 현대 한국어 독음으로는 '단'이라 읽지만 옥편에서는 "도환절(都丸切)"이라 하므로 당시의 음은 '돤'으로 재구된다.[38]
- 대한민국의 누리꾼들 사이에서는 흔히 《환단고기》와 같은 책을 신봉하고 환단고기를 기초로 한반도와 만주 지역을 합친 광범위한 영역을 고대 한국의 영토라고 주장하는 이들[39]을 속칭 '환빠'라 부른다. 이는 환단고기 추종자를 비하하여 부르는 말이다. 또한 반대로 환단고기를 비판하는 이들을 비하하여 '환까'라고 부르기도 한다.[40][41]

## 같이 보기
- 수서령(收書令) - 조선시대 세조, 예종, 성종 때 8도 관찰사에게 명령해서 예로부터 전해져온 희귀서적을 전국에서 거두어들인 일
- 기록물
  - 규원사화
  - 대동사강
  - 신단민사
  - 단기고사
  - 천부경
  - 고사고전(古史古傳)
  - 부도지
- 대종교
- 대륙사관
- 동북공정
- 의사 역사학
- 한글과 비슷한 문자
- 가림토
- 신대문자
- 다케우치 문서(일본어판) - 일본판 환단고기
- 단군조선
- 소시모리(蘇志摩利)

## 참고 문헌 및 링크

### 단행본
- 허종호, 《고조선력사개관》, 사회과학출판사 남- 도서출판 중심 펴냄, 2001년.
- 이상시, 《단군실사에 관한 문헌고증》, 고려원, 1990년.
- 전병훈, 《정신철학 통편(精神哲學 通編)》, 1919년.
- 김정배, 《한국사 권4 - 초기국가 – 고조선·부여·삼한》, 국사편찬위원회, 1997년.
- 송호수, 《한민족의 뿌리사상》, 가나출판사, 1985년.
- 한영우 외, 《행촌 이암의 생애와 사상》, 일지사, 2002년.
- 《환단고기》, 환단학회 편, 광오이해사, 1979년 - 한정판 100부 발행
  - 가지마 노보루(鹿島曻) 역, 《환단고기》, 歴史と現代社 (新国民社), 1982년 - 일본에서 출간된 최초의 번역본
  - 김은수 역, 《환단고기》, 가나출판사, 1985년 - 한국에서 출간된 최초의 번역본

### 논문
- 이도학, 〈환단고기〉, 《민족지성》 9, 1986년 11월, 민족지성사.
- 조인성, 〈한말 단군관계사서의 재검토: 《신단실기》·《단기고사》·《환단고기》를 중심으로〉, 《국사관논총》 제3집, 1989년 10월, 국사편찬위원회.
- 안창범, 〈환단고기 위서론 비판〉, 《한국종교사연구》 통권 제10호, 2002년 2월.

### 기고문 및 기사
- '환단고기', 《한국민족문화대백과》, 한국학중앙연구원.
- '환단고기의 진실', 신동아, 2007.9.
- ‘‘환단고기’ 토대로 상고사 연구 보류해야 - 검증안된 내용 왜곡 우려’, 정영훈, 제주대신문, 2004년 3월 31일자.
- ‘단군신화설은 식민사학자들의 왜곡.농간 - 개천절에 되새겨 보는 ‘실증적’ 단군조선사’, 고준환, 오마이뉴스, 2003년 10월 3일자.
- 〈환단고기에 대한 새로운 이해〉, 조인성, 국토포탈사이트.